# Azeliini
Tribu
Les Azeliini sont une tribu de mouches de la famille des Muscidés,.

## Liste des genres
- Azelia Robineau-Desvoidy, 1830
- Drymeia Meigen, 1826
- Hydrotaea Robineau-Desvoidy, 1830
- Micropotamia Carvalho, 1993[3]
- Ophyra Robineau-Desvoidy, 1830[3]
- Potamia Robineau-Desvoidy, 1830
- Thricops Róndani, 1856

### Ouvrages
- (en) D'Assis Fonseca, E.C.M., Diptera Cyclorrhapha Calyptrata: Muscidae, vol. 10, Londres, Royal Entomological Society of London, coll. « Handbooks for the Identification of British Insects », 1968, 118pp.
- [folia 2002] (en) Gregor, F., Rozkosny, R., Bartak, M. et Vanhara, J., The Muscidae (Diptera) of Central Europe, vol. 107, Masaryk, Masaryk University, coll. « Scientiarum Naturalium Universitatis Masarykianae Brunensis », 2002, 280pp.

### Article
- [De Carvalho 2005] (en) C.J.B. De Carvalho, Couri, M.S., Pont, A.C., Pamplona, D. et Lopes, S.M., « A Catalogue of the Muscidae (Diptera) of the Neotropical Region », Magnolia Press, Auckland, Nouvelle-Zélande, vol. 860,‎ 2005, p. 1–282 (ISSN 1175-5334, lire en ligne [PDF] Adobe Acrobat, consulté le 18 octobre 2009).